# Ploso Lor
Ploso Lor is een bestuurslaag in het regentschap Ngawi van de provincie Oost-Java, Indonesië. Ploso Lor telt 2508 inwoners (volkstelling 2010).